# Grey Eagle
Grey Eagle è un comune degli Stati Uniti d'America, situato nello Stato del Minnesota, nella contea di Todd.